# Stina Blackstenius
Stina Blackstenius (ur. 5 lutego 1996 w Vadstenie) – szwedzka piłkarka występująca na pozycji napastniczki w angielskim klubie Arsenal oraz w reprezentacji Szwecji. Srebrna medalistka Igrzysk Olimpijskich, brązowa medalistka Mistrzostw Świata.

## Kariera klubowa
Dorastała w rodzinnym mieście Vadstena, gdzie w 2002 roku, w wieku 6 lat, zaczęła grać w piłkę nożną w miejscowym klubie Vadstena GIF. 20 kwietnia 2011 roku rozegrała pierwszy mecz w drużynie seniorskiej tego klubu przeciwko BK Kenty.
Po udanych występach dla klubu, którego była wychowanką. przeniosła się do pierwszoligowego klubu Linköpings FC, z którym podpisała 3-letni kontrakt. Zadebiutowała w nim 17 kwietnia 2013 roku w zremisowanym 1:1 meczu z zespołem Kopparbergs/Göteborg FC, wchodząc w 68 minucie. Pierwszego gola na najwyższym szczeblu rozgrywek ligowych strzeliła 28 maja 2013 roku, w wygranym meczu przeciwko Malmö FF (3:1). Wraz z klubem z Linköping występowała także w pucharze Szwecji, wygrywając te rozgrywki w sezonach 2013/2014 oraz 2014/2015. W październiku 2014 roku zadebiutowała także w rozgrywkach ligi mistrzyń. Ponadto w 2016 roku zdobyła ze Szwedzkim klubem mistrzostwo Szwecji.
W styczniu 2017 roku przeniosła się do francuskiego, pierwszoligowego klubu Montpellier HSC. W klubie tym pierwszy mecz rozegrała 4 stycznia 2017 roku w meczu przeciwko Paris Saint-Germain, wchodząc na drugą połowę, oraz strzelając zwycięskiego gola na 2:1 w 81 minucie. W sezonie 2016/2017 grając dla klubu z Montpellier w 11 meczach i zdobywając 7 goli, pomogła mu zdobyć wicemistrzostwo Francji, plasując się za zespołem Olympique Lyon. Łącznie dla francuskiego klubu podczas dwóch lat zagrała w 43 meczach i zdobyła 25 bramek.
W styczniu 2019 roku powróciła do wcześniejszego klubu Linköpings FC. W 2021 przeniosła się do innego szwedzkiego klubu Kopparbergs/Göteborg FC. Wraz z tym klubem kolejny raz zdobyła puchar Szwecji w sezonie 2020/2021, a także mistrzostwo Szwecji 2020. W sezonie 2021 ligi szwedzkiej osiągnęła tytuł króla strzelców strzelając 17 bramek, jej klub zaś zdobył wicemistrzostwo.
W styczniu 2022 roku została zawodniczką angielskiego klubu Arsenal. Zadebiutowała w nim 19 stycznia w meczu przeciwko Manchesterowi United zastępując w 69 minucie Vivianne Miedeme.

## Kariera reprezentacyjna
30 października 2013 roku zadebiutowała w Reprezentacji Szwecji U-17, strzelając hat-tricka w meczu z reprezentacją Chorwacji. Grała także w meczach reprezentacji Szwecji U-19 I U-20.

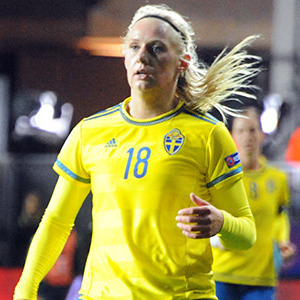
Blackstenius w stroju reprezentacji Szwecji

Dla seniorskiej reprezentacji pierwszy mecz rozegrała 27 października 2015 roku, przeciwko Danii, wchodząc w 79 minucie meczu eliminacyjnego Mistrzostw Europy w Piłce Nożnej Kobiet 2017. Pierwszego gola dla seniorskiej reprezentacji zdobyła w swoim 5 występie, 8 kwietnia 2016 roku przeciwko Słowacji (3:0) podczas eliminacji na te same mistrzostwa. Była w składzie reprezentacji Szwecji podczas Igrzysk Olimpijskich 2016 w Rio de Janeiro, zdobywając srebrny medal tej imprezy. W finale przeciwko reprezentacji Niemiec zdobyła gola w 66 minucie, jednak mecz zakończył się porażką 2:1.
Brała udział w Mistrzostwa Europy w 2017 roku. Podczas tego turnieju zdobyła dwie bramki, natomiast Reprezentacja Szwecji została wyeliminowana w ćwierćfinale przez reprezentację Holandii(2:0).
Brała również udział w Mistrzostwach Świata 2019. Podczas mistrzostw we Francji zdobyła 2 gole, zaś jej reprezentacja zdobyła brązowy medal mistrzostw, wygrywając w meczu o 3 miejsce 2:1 z Anglią.
Z reprezentacją Szwecji zdobyła drugi medal igrzysk olimpijskich podczas Igrzysk Olimpijskich 2020 w Tokio. W całym turnieju zdobyła 5 bramek. Strzeliła także gola w 34 minucie finału przeciwko Kanadzie. Mecz po 90 minutach gry skończył się wynikiem 1:1, ona sama została zmieniona w 106 minucie, zaś mecz został przegrany przez reprezentację Szwecji po rzutach karnych 3:2.
Występowała także podczas Mistrzostw Europy 2022. Podczas tego turnieju strzeliła jednego gola w wygranym 5:0 meczu przeciwko Portugalii. Reprezentacja Szwecji odpadła w półfinale po przegranym 4:0 meczu z reprezentacją Anglii.
Wystąpiła także w Mistrzostwach Świata 2023 strzelając gola w meczu przeciwko Reprezentacji Włoch, który zakończył się wynikiem 5:0. Szwedki zdobyły kolejny brązowy medal pokonując Australię w meczu o 3 miejsce 2:0. W meczu tym Blackstenius asystowała przy golu na 2:0 strzelonym przez Kosovare Asslani w 62 minucie.

## Sukcesy
Reprezentacja Szwecji
- Wicemistrz Igrzysk Olimpijskich: Rio De Janeiro 2016, Tokio 2020
- 3 miejsce Mistrzostw świata: 2019, 2023

Linköpings FC
- Puchar Szwecji: 2013/2014, 2014/2015
- Mistrzostwo Szwecji: 2016

Kopparbergs/Göteborg FC
- Puchar Szwecji: 2020/2021
- Mistrzostwo Szwecji: 2020

Arsenal
- Puchar Ligi 2022/2023